# Somogyi hercegség
A Somogyi hercegség az egységes Magyarország kialakulása előtt létezett dukátus vagyis önálló igazgatású terület. Somogy vármegye egyik elnevezése, a „Somogyország” ennek az időszaknak lehet az emléke.

## Elhelyezkedése
A 900-as években a Balaton mocsaras részei és a Dráva ártere között jóval szűkebb volt az állandóan száraz terület, mint napjainkban. Központja Somogyvár volt. A magyarság a Drávánál nem vonult délebbre, de a Száva folyóig elterülő területet is befolyásuk alatt tartották. Déli részén rómaiak által épített hadiút vezetett, amelyet a kalandozások idején a magyar csapatok is előszeretettel használtak.

## A hercegség kezdetei

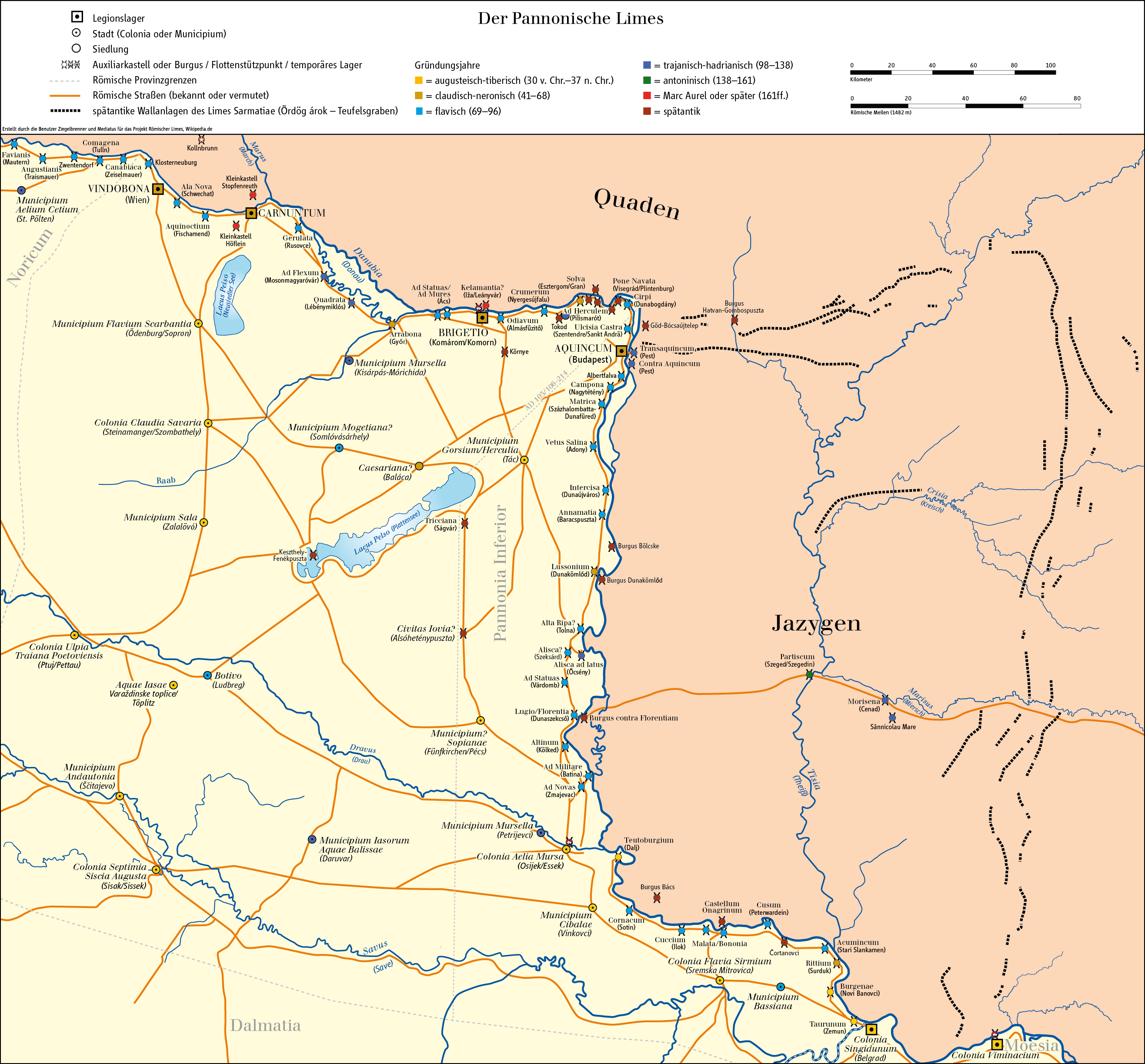
Hadiútvonalak Pannóniában, amiket a kalandozó magyarok is előszeretettel használtak.

A honfoglaló magyarok az egykori Pannonia (provincia) területén lévő szlavóniai hercegséget egykori szövetségesük, Arnulf keleti frank király halála után vették birtokba 900-ban. Ekkor Jutocsa (Árpád fia) a jelenlegi Tolna vármegye területén rendezte be téli szállását, de Jutaspuszta környékére vonult nyáron. A nyugatabbra fekvő Somogy Jutocsa legidősebb fiának, 947-955-ig Falicsi magyar fejedelemnek szállásterülete volt, majd miután meghalt, Tar Zerind kapta Somogyországot. A Dráva mentén élő szlávok menyétprémmel voltak kötelesek adózni. Géza magyar fejedelem az Észak-Dunántúlt uralta.
Ezután Szerind fia, Koppány örökölte a területet. Géza nem bízott Koppányban és igyekezett Somogyban tartani a rokont, ezért a zalavári-kis-balatoni átkelőhelynél Kolon, Fehérvárnál, a Sárvíz átkelőjénél Úrhida, Pécsnél Váty várát építette fel, valamint besenyő határőröket telepített le a Sárvíz mentén. Koppány lényegében be lett zárva a birtokára. Somogy ez idő tájt nagyobb volt, területe a mai vármegye területén túl a Dráván is túlnyúlott.

## A veszprémi csata
Géza 997-ben meghalt, az ősi szokás szerint Koppány vezér lett volna a fejedelem. Megkérte Sarolt kezét, aki őt visszautasította. Koppány a harc felvétele mellett döntött. István a vele tartó német lovagok kíséretében fogadalmat tett, hogy az épülő Pannonhalmi monostornak adja Somogy tizedét ha győz. István és német lovagokból álló serege szétverte a Veszprém ostromát abbahagyó somogyi sereget, Koppányt elfogták és kivégezték.

## A keresztény somogyi hercegség
Koppány legyőzése után az Istvánt segítő Orci német lovag kapta meg a hercegséget. Ekkor lett a Somogyi Hercegség központja névleg is Somogyvár. Itt Koppány nemzetségfői várában 1001-ben templomot építettek Szent Apollinaris tiszteletére. Ezenkívül besenyő katonákat hoztak Somogyvár védelmére. Önálló püspökséget nem kapott, hanem a pannonhalmi apátságnak fizettek tizedet, illetve minden család tizedik gyerekét köteles volt szerzetesnek adni, valamint az apátságot bízták meg a Dráván túli területek megtérítésével. Somogy Orci vagy István halála után vagy még István élete alatt a vármegyei rendbe olvadt.
I. István magyar király 1008-ban a fekete magyarok ellen viselt hadat. A fekete magyarok feltehetően a Délkelet-Dunántúlon élő idegen etnikumú katonai segédnépekkel, a kavarokkal/kabarokkal azonosak. Az ő területükön alapította meg 1009-ben a pécsi püspökséget, és talán a kalocsai érsekség is ennek a győztes háborúnak köszönheti megalakulását. A fekete magyarok területén alakította ki Baranya és Tolna, valamint Bodrog és Bács vármegyéket.

## Külső hivatkozások
- Guzsik Tamás: Szólád a középkorban
- Maurer Teodóra és Onody Gyula: Koppány – Somogy hercege
- Reiszig Ede dr.: SOMOGY VÁRMEGYE TÖRTÉNETE